# Parcelarea Independenței
Parcelarea Independenței este o parcelare de locuințe în stil neo-românesc, edificată între 1930 și 1933 de Casa Autonomă a Construcțiilor. Planurile locuințelor și ale parcelării au fost semnate de arhitectul Statie Ciortan.